# Elizabeth Boutell
Elizabeth Boutell, död 1712, var en engelsk skådespelare. Hon tillhörde de första kvinnliga skådespelarna i England sedan yrket där hade öppnats för kvinnor år 1660.
Hon var engagerad vid King's Company 1663-1682 och sedan på United Company 1682-1697. Hon var särskilt uppmärksammad under 1670-talet och specialiserade sig på byxroller.